# Marche de Iași au Don
Guerre civile russe
La marche du détachement de Drozdovski de Iași au Don ou marche de Drozdovski du 26 février 1918 (11 mars dans le calendrier grégorien) au 24 avril 1918 (7 mai dans le calendrier grégorien) est le passage de la Première Brigade de Volontaires Russes sous le commandement du colonel d'état-major M. G. Drozdovski du front Roumain vers le Don pour rejoindre l'armée des volontaires du général L. G. Kornilov et combattre en commun l'ennemi bolchévique. Cette marche, de même que la première campagne du Kouban, fut un élément marquant de la formation du mouvement blanc dans le sud de la Russie.

## Marche de Roumanie à Novotcherkassk

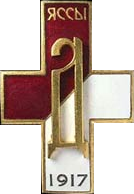
Insigne du 2e régiment d'officiers du général Drozdovski.

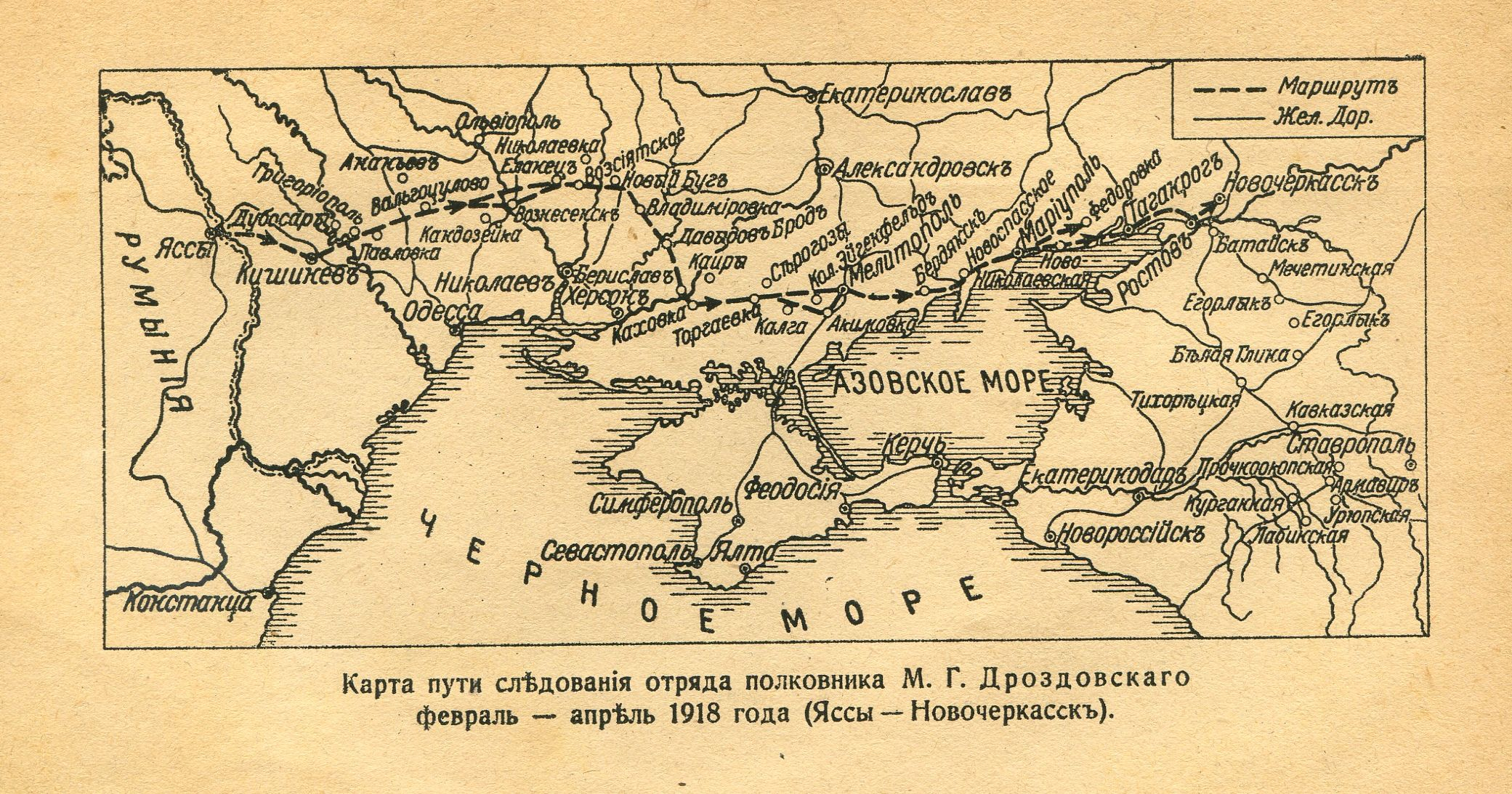
Carte de la marche du détachement de Drozdovski.

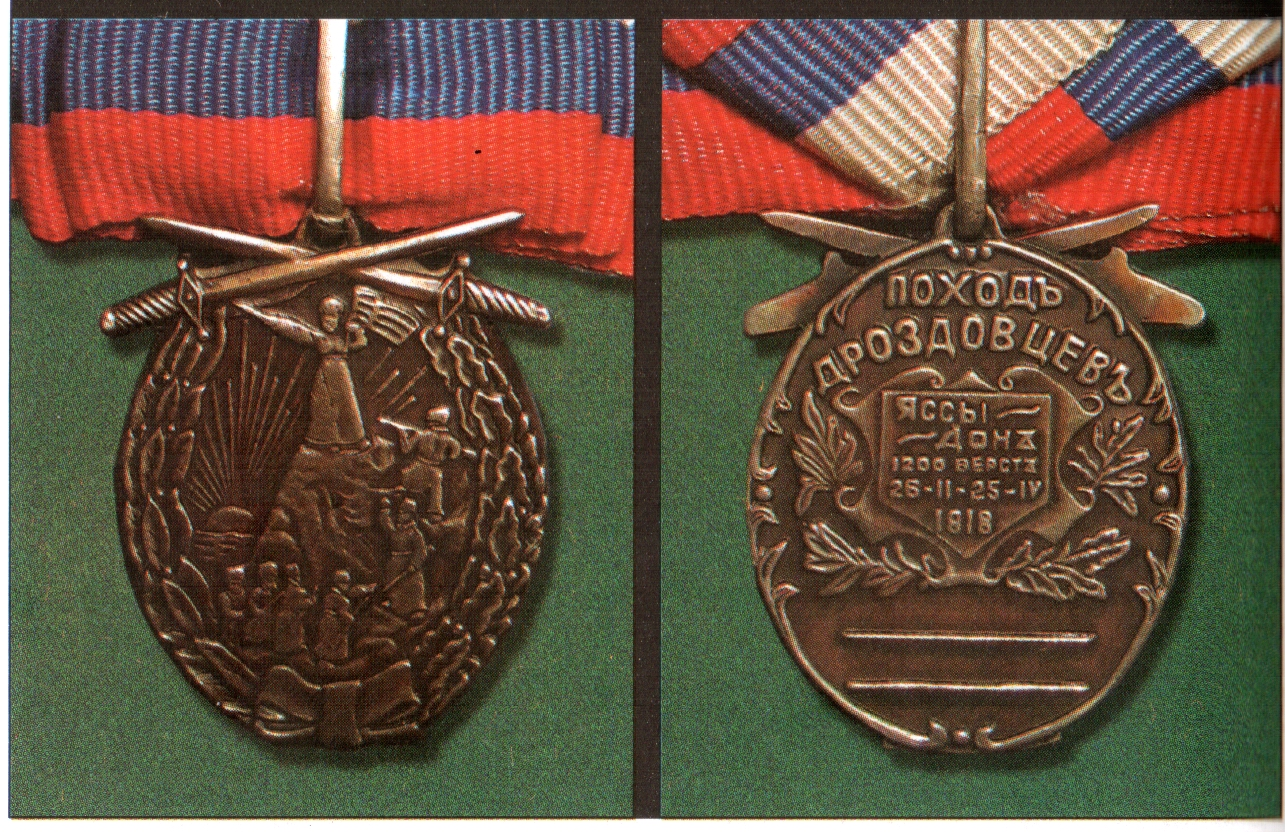
Médaille de la marche de Iași au Don.

Le 24 décembre 1917 Mikhaïl Drozdovski arrive à Iași (russe : Яссы) où se préparait la formation d'un corps de volontaires devant partir sur le Don rejoindre l'armée des volontaires. Drozdovski fut l'un des organisateurs de ce corps, participant en parallèle aux activités d'une organisation monarchiste secrète. Grâce à sa force de décision il bénéficiait d'une autorité reconnue par tous.
Mais en février 1918 le commandement du front décida de renoncer au projet de former une unité de volontaires et en congédia tous les participants.
La raison de cette décision était l'absence de communications avec le Don et les bouleversements politiques en Ukraine (celle-ci avait déclaré son indépendance, conclu la paix avec les empires centraux et déclaré sa neutralité, le passage de troupes armées nécessitait une autorisation particulière).
Cependant le colonel Drozdovski, nommé commandant de la première brigade du corps en formation, prit la décision de mener les volontaires sur le Don. Il lança l'appel : « J’y vais, qui me suit ? » Son détachement comportait initialement 800 hommes (certaines sources avancent le nombre de 1500) dont la majorité étaient de jeunes officiers. Le détachement comportait un régiment de tirailleurs, une division de cavalerie (commandée par le chef d’état-major colonel Voïnalovitch), une batterie de montagne à cheval, une batterie légère, une compagnie de mortiers, une unité technique, un hôpital et le train. Ce détachement, renforcé en chemin par d’autres petits groupes dont celui du colonel Jebrak, effectua une marche de 1200 verstes de mars à mai 1918 de Iași à Novotcherkassk. Drozdovski faisait régner dans son unité une discipline stricte, combattait les réquisitions et la violence et anéantissait les unités bolchéviques qui croisaient son chemin.
Les vétérans de la marche témoignèrent par la suite que malgré sa simplicité apparente Drozdovski sut rester le commandant du détachement, conservant la distance nécessaire vis-à-vis de ses subordonnés. En même temps il leur faisait preuve d'une attention paternelle. Ainsi le commandant de la brigade d'artillerie, le colonel N. D. Nevadovski, rapporte les sentiments qu'éprouvait Drozdovski après les combats sanguinaires de Rostov : « …la bataille de Rostov, dans laquelle nous avons perdu près de 100 hommes marqua son psychisme : il n'était plus le chef dur et devint le père de l'unité dans le meilleur sens du terme. Affichant un dédain personnel de la mort il avait ménageait et protégeait ses hommes »
Par la suite, les sentiments paternels de Drozdovski pour ses hommes au cours de la seconde campagne du Kouban de l'armée des volontaires provoquèrent parfois le mécontentement du commandant en chef A. I. Dénikine car Drozdovski tardait par moments à lancer les opérations, souhaitant préparer au maximum ses hommes et assurer leur sécurité tant que possible.
En marchant en ordre fermé de Roumanie jusqu'à Rostov-sur-le-Don, le détachement prit la ville le 4 mai après des combats féroces avec l'armée rouge. Quittant Rostov, les hommes de Drozdovski aidèrent les cosaques, en rébellion contre le pouvoir bolchévique, à prendre Novotcherkassk. Au soir du 7 mai, les « Drozdovtsy » entrèrent sous l'acclamation des habitants dans Novotcherkassk, portant un point final à la « marche roumaine ».

### Alliés et ennemis
Formé sur le front roumain où il s’opposait aux forces austro-allemandes, le détachement de Drozdovski se voyait dans la lignée de l’armée impériale russe et tenu par ses engagements envers les alliés français et anglais. Par ailleurs, il s’opposait farouchement aux bolchéviques et rejetait les indépendantistes ukrainiens, cherchant à rétablir l’unité de l’empire.
La marche du détachement coïncide avec l’avance des armées allemandes et autrichiennes en accord avec le traité de Brest-Litovsk, mais malgré une certaine méfiance, les officiers des empires centraux se comportent de façon bienveillante à l’égard de Drozdovski et ses hommes, n’entravant pas son avance. Drozdovski doit s’accommoder de cette situation paradoxale, n’ayant pas les moyens de s’opposer aux troupes allemandes et austro-hongroises.